# هضبة كورات

خريطة هضبة كورات.

هضبة كورات التي تقع في منطقة اسيان في شمال شرق تايلاند , تبلغ متوسط ارتفاع الهضبة 200 متر وتغطي مساحة 155000 كيلومتر مربع
1. ↑   https://www.dltkorat.go.th/. {{استشهاد ويب}}: |url= بحاجة لعنوان (مساعدة) والوسيط |title= غير موجود أو فارغ (من ويكي بيانات) (مساعدة)